# مايك موريس (مقدم تلفزيوني)
مايك موريس (بالإنجليزية: Mike Morris)‏ هو مقدم تلفزيوني بريطاني، ولد في 26 يونيو 1946 في هارو ‏ في المملكة المتحدة، وتوفي في 22 أكتوبر 2012 في دوركينغ في المملكة المتحدة بسبب مرض.

## وصلات خارجية
- مايك موريس على موقع IMDb (الإنجليزية)